# Ligne principale Ohmi Railway
La ligne principale Ohmi Railway (近江鉄道本線, Ōmi Tetsudō hon-sen) est une ligne ferroviaire exploitée par la compagnie privée Ohmi Railway dans la préfecture de Shiga au Japon. Elle relie la gare de Maibara à Maibara à la gare de Kibukawa à Kōka.

## Histoire
La section de Hikone à Yokaichi ouvre par étapes en 1898. La ligne est prolongée à Kibukawa en 1900 puis à Maibara en 1931.

## Caractéristiques

### Ligne
- Longueur : 47,7 km
- Ecartement : 1 067 mm
- Electrification : 1 500 Vcc
- Nombre de voies : Voie unique

### Liste des gares
La ligne comporte 25 gares.
| Numéro | Gare                | Nom japonais | Distance (km) | Correspondances                                                     | Localisation |
| ------ | ------------------- | ------------ | ------------- | ------------------------------------------------------------------- | ------------ |
| OR01   | Maibara             | 米原         | 0             | JR Central : Tōkaidō Shinkansen, Tōkaidō JR West : Biwako, Hokuriku | Maibara      |
| OR02   | Fujitec-mae         | フジテック前 | 2,3           |                                                                     | Hikone       |
| OR03   | Toriimoto           | 鳥居本       | 3,4           |                                                                     | Hikone       |
| OR04   | Hikone              | 彦根         | 5,8           | JR West : Biwako                                                    | Hikone       |
| OR05   | Hikone-Serikawa     | ひこね芹川   | 7,0           |                                                                     | Hikone       |
| OR06   | Hikoneguchi         | 彦根口       | 7,8           |                                                                     | Hikone       |
| OR07   | Takamiya            | 高宮         | 9,9           | Ohmi Railway : Taga (interconnexion)                                | Hikone       |
| OR10   | Amago               | 尼子         | 12,7          |                                                                     | Kōra         |
| OR11   | Toyosato            | 豊郷         | 15,0          |                                                                     | Toyosato     |
| OR12   | Echigawa            | 愛知川       | 17,9          |                                                                     | Aishō        |
| OR13   | Gokashō             | 五箇荘       | 20,9          |                                                                     | Higashiōmi   |
| OR14   | Kawabe-no-mori      | 河辺の森     | 23,0          |                                                                     | Higashiōmi   |
| OR15   | Yōkaichi            | 八日市       | 25,3          | Ohmi Railway : Yōkaichi (interconnexion)                            | Higashiōmi   |
| OR26   | Nagatanino          | 長谷野       | 27,5          |                                                                     | Higashiōmi   |
| OR27   | Daigaku-mae         | 大学前       | 28,4          |                                                                     | Higashiōmi   |
| OR28   | Kyocera-mae         | 京セラ前     | 29,9          |                                                                     | Higashiōmi   |
| OR29   | Sakuragawa          | 桜川         | 31,2          |                                                                     | Higashiōmi   |
| OR30   | Asahi Ōtsuka        | 朝日大塚     | 32,8          |                                                                     | Higashiōmi   |
| OR31   | Asahino             | 朝日野       | 35,2          |                                                                     | Higashiōmi   |
| OR32   | Hino (ja)           | 日野         | 37,8          |                                                                     | Hino         |
| OR33   | Minakuchi-Matsuo    | 水口松尾     | 42,7          |                                                                     | Kōka         |
| OR34   | Minakuchi           | 水口         | 43,8          |                                                                     | Kōka         |
| OR35   | Minakuchi-Ishibashi | 水口石橋     | 44,4          |                                                                     | Kōka         |
| OR36   | Minakuchi-Jōnan     | 水口城南     | 45,1          |                                                                     | Kōka         |
| OR37   | Kibukawa            | 貴生川       | 47,7          | JR West : Kusatsu Shigaraki Kohgen Railway : Shigaraki              | Kōka         |